# Kreis Hatvan
Der Kreis Hatvan (ungarisch Hatvani járás) ist ein Kreis im Südwesten des nordungarischen Komitats Heves. Er grenzt im Osten an den Kreis Gyöngyös. Im Osten bildet das Komitat Pest die Grenze, im Nordwesten das Komitat Nógrád und im Süden das Komitats Jász-Nagykun-Szolnok.

## Geschichte
Der Kreis ging während der ungarischen Verwaltungsreform Anfang 2013 unverändert mit allen 13 Gemeinden aus seinem Vorgänger, dem gleichnamigen Kleingebiet (ungarisch Hatvani kistérség) hervor.

## Gemeindeübersicht
Der Kreis Hatvan hat eine durchschnittliche Gemeindegröße von 3.818 Einwohnern auf einer Fläche von 27,09 Quadratkilometern. Die Bevölkerungsdichte des zweitkleinsten Kreises ist die zweithöchste im Komitat und liegt über dessen Durchschnittswert. Der Verwaltungssitz befindet sich in der größten Stadt, Hatvan, im Zentrum des Kreises gelegen.
| Gemeinde         | Status   | Herkunft Kleingebiet | Einwohnerzahl | Einwohnerzahl | Einwohnerzahl | Fläche (km²) | Bevölkerungs- dichte (Ew./km²) |
| Gemeinde         | Status   | Herkunft Kleingebiet | 01.10.2011    | 01.01.2013    | 01.01.2016    | 01.01.2016   | Bevölkerungs- dichte (Ew./km²) |
| ---------------- | -------- | -------------------- | ------------- | ------------- | ------------- | ------------ | ------------------------------ |
| Apc              | Gemeinde | Hatvan               | 2.551         | 2.536         | 2.447         | 20,46        | 119,6                          |
| Boldog           | Gemeinde | Hatvan               | 3.007         | 3.021         | 2.926         | 26,74        | 109,4                          |
| Csány            | Gemeinde | Hatvan               | 2.157         | 2.118         | 2.065         | 47,89        | 43,1                           |
| Ecséd            | Gemeinde | Hatvan               | 3.205         | 3.180         | 3.109         | 41,60        | 74,7                           |
| Hatvan           | Stadt    | Hatvan               | 20.519        | 20.525        | 20.250        | 66,31        | 305,4                          |
| Heréd            | Gemeinde | Hatvan               | 1.951         | 1.927         | 1.842         | 13,96        | 131,9                          |
| Hort             | Gemeinde | Hatvan               | 3.746         | 3.657         | 3.602         | 43,09        | 83,6                           |
| Kerekharaszt     | Gemeinde | Hatvan               | 979           | 969           | 949           | 14,36        | 66,1                           |
| Lőrinci          | Stadt    | Hatvan               | 5.831         | 5.696         | 5.446         | 23,53        | 231,4                          |
| Nagykökényes     | Gemeinde | Hatvan               | 603           | 589           | 571           | 17,28        | 33,0                           |
| Petőfibánya      | Gemeinde | Hatvan               | 2.744         | 2.730         | 2.552         | 11,11        | 229,7                          |
| Rózsaszentmárton | Gemeinde | Hatvan               | 1.977         | 1.945         | 1.912         | 16,31        | 117,2                          |
| Zagyvaszántó     | Gemeinde | Hatvan               | 1.976         | 1.979         | 1.962         | 9,52         | 206,1                          |
| Kreis Hatvan     |          |                      | 51.246        | 50.872        | 49.633        | 352,16       | 140,9                          |